# İzzet Mehmed Pascià
İzzet Mehmed Pascià (1723 – Belgrado, febbraio 1784) è stato un politico ottomano.
Verso la fine della guerra russo-turca (1768-1774), fu il sadâret kaymakamı, vice del gran visir che ne faceva le veci in sua assenza. Il sultano Abdül Hamid I lo nominò gran visir il 10 agosto 1774. Il suo primo mandato terminò il 7 luglio 1775. Sei anni dopo, mentre era governatore di Eyalet di Erzurum, fu richiamato come gran visir il 20 febbraio 1781. Il suo compito principale era quello di riformare l'esercito che non aveva avuto successo nella guerra. Ma in questo compito non riuscì a soddisfare il sultano, e inoltre un incendio a Istanbul causò grandi danni e disordini, portando alla sua destituzione da parte del sultano il 25 agosto 1782 e all'esilio a Plovdiv.
Oltre al titolo di gran visir, Izzet Mehmed Pascià ricoprì anche altri incarichi di alto livello. Divenne visir il 6 luglio 1774, e fu Beilerbei di Aidin (1775), d'Egitto (1775-1778), di Sivas (1778-79), Erzurum (1779, 1780-81), di Rakka (1779-80), e Belgrado (1783-84).
Morì nel febbraio 1784 a Belgrado mentre era in carica come Sanjak-bey.